# Grabau (Lauenburg)
Grabau település Németországban, Schleswig-Holstein tartományban. Lakosainak száma 357 fő (2023. december 31.).

## Népesség
A település népességének változása:
| Lakosok száma | 214  | 351  | 349  | 347  | 349  | 357  |
|               | 1975 | 2017 | 2019 | 2021 | 2022 | 2023 |